# Hystrix javanica
Hystrix javanica is een zoogdier uit de familie van de stekelvarkens van de Oude Wereld (Hystricidae). De wetenschappelijke naam van de soort werd voor het eerst geldig gepubliceerd door F. Cuvier in 1823.

## Voorkomen
De soort komt voor in Indonesië.